# Олександрівська військово-юридична академія
Олекса́ндрівська військо́во-юриди́чна акаде́мія (рос. Александровская военно-юридическая академия) — вищий військовий навчальний заклад Російської імперії, який готував офіцерів для військово-судового відомства. Академія розміщувалася в Санкт-Петербурзі на набережній Мойки, 96.

## Історія академії
Заклад засновано 1866 року як офіцерські класи при Аудиторському училищі, створеному 1832 року. 1867 року ці класи переформували на військово-юридичну академію. 1908 року її названо Олександрівською на честь російського імператора Олександра III.
До академії приймали офіцерів усіх родів військ у чині до капітана, які прослужили в строю не менше чотирьох років. Випускники здобували право займати посади у військово-судовому відомстві. Від 1880 року в академії навчалися також офіцери сербської та болгарської армій.
В академії навчалися два роки, а від 1878 року — три роки. Усього академія випустила близько 1000 військових юристів. Серед її випускників — генерал-хорунжий Олександр Олександрович Чехович, який був головним військовим прокурором Української Народної Республіки, генерал-майор Костянтин Олександрович Чивадзе, який був начальником Головного військово-юридичного управління Армії Української Держави.
У грудні 1917 року, після приходу до влади більшовиків, академію закрили.